# Rhysotoechia longipaniculata
Rhysotoechia longipaniculata är en kinesträdsväxtart som beskrevs av Ryozo Kanehira och Sumihiko Hatusima.
Rhysotoechia longipaniculata ingår i släktet Rhysotoechia och familjen kinesträdsväxter. Inga underarter finns listade i Catalogue of Life.